# Cunaco (subdelegación)
Cunaco fue una de las subdelegaciones que integró el antiguo departamento de San Fernando. Fue integrada por tres distritos.
El territorio de la subdelegación fue organizado por decreto del presidente José Joaquín Pérez Mascayano el 14 de agosto de 1867.

## Historia
La subdelegación fue creada por decreto supremo del 14 de agosto de 1867, que divide el departamento de San Fernando en veinte subdelegaciones. El documento determina así sus límites:

Al norte, por los cerros de Apalta y Demasías; al este, por el límite occidental de la hacienda de Nancagua, desde el estero de Chimbarongo hasta el Tinguiririca, prolongándose en línea recta hasta la puntilla de las Tomas y por el cordón que de allí nace hacia el norte, hasta la cumbre de los cerros que forman el límite septentrional de la subdelegación; al sur y oeste, por el zanjón de Quinahue, que divide por este lado a la provincia con Curicó, hasta el fundo denominado La Capellanía de don Liborio Manterola, continuando por este deslinde hasta el estero de Chimbarongo y por el curso de este estero hasta las Trancas de Cunaco, que terminan la subdelegación por el oeste.

Se dividió en tres distritos: 1.º Cunaco, 2.º Apalta, 3.º Isla de Paniahue.
Por decreto del 22 de diciembre de 1891 fueron creadas varias comunas en el departamento de San Fernando, entre ellas la comuna de Nancagua, a la que pasó a pertenecer esta subdelegación. El 25 de abril de 1901, por decreto del presidente Federico Errázuriz Zañartu, se crea la comuna de Cunaco, pasando a depender de ésta a contar desde esa fecha.
El Decreto con Fuerza de Ley N.º 8.583 del 30 de diciembre de 1927 redistribuye el territorio del departamento de San Fernando y Santa Cruz. La subdelegación de Nancagua, junto al distrito 1.º Cunaco de la subdelegación de igual nombre y los distritos 1.º Placilla y 2.º Dehesa de la antigua subdelegación de Placilla, se fusionan para conformar la nueva subdelegación de Nancagua, en el departamento de San Fernando. Los distritos 2.º Apalta y 3.º Isla de Paniahue se integran al departamento de Santa Cruz: el primero, a la comuna-subdelegación de Palmilla; el segundo, a la de Santa Cruz. Así, la subdelegación de Cunaco desaparece.

## Administración
La administración del territorio estaba a cargo del subdelegado, subordinado al gobernador departamental y nombrado por él. Duraban dos años en el cargo, aunque también podían ser nombrados indefinidamente. Podían ser removidos por el gobernador, quien debía dar cuenta de esto al intendente provincial. Los distritos, en tanto, eran regidos por un inspector, quien respondía a las órdenes del subdelegado, quien tenía la potestad de nombrarlos o removerlos dando cuenta al gobernador departamental.